# Korona hełmowa Kazimierza III Wielkiego

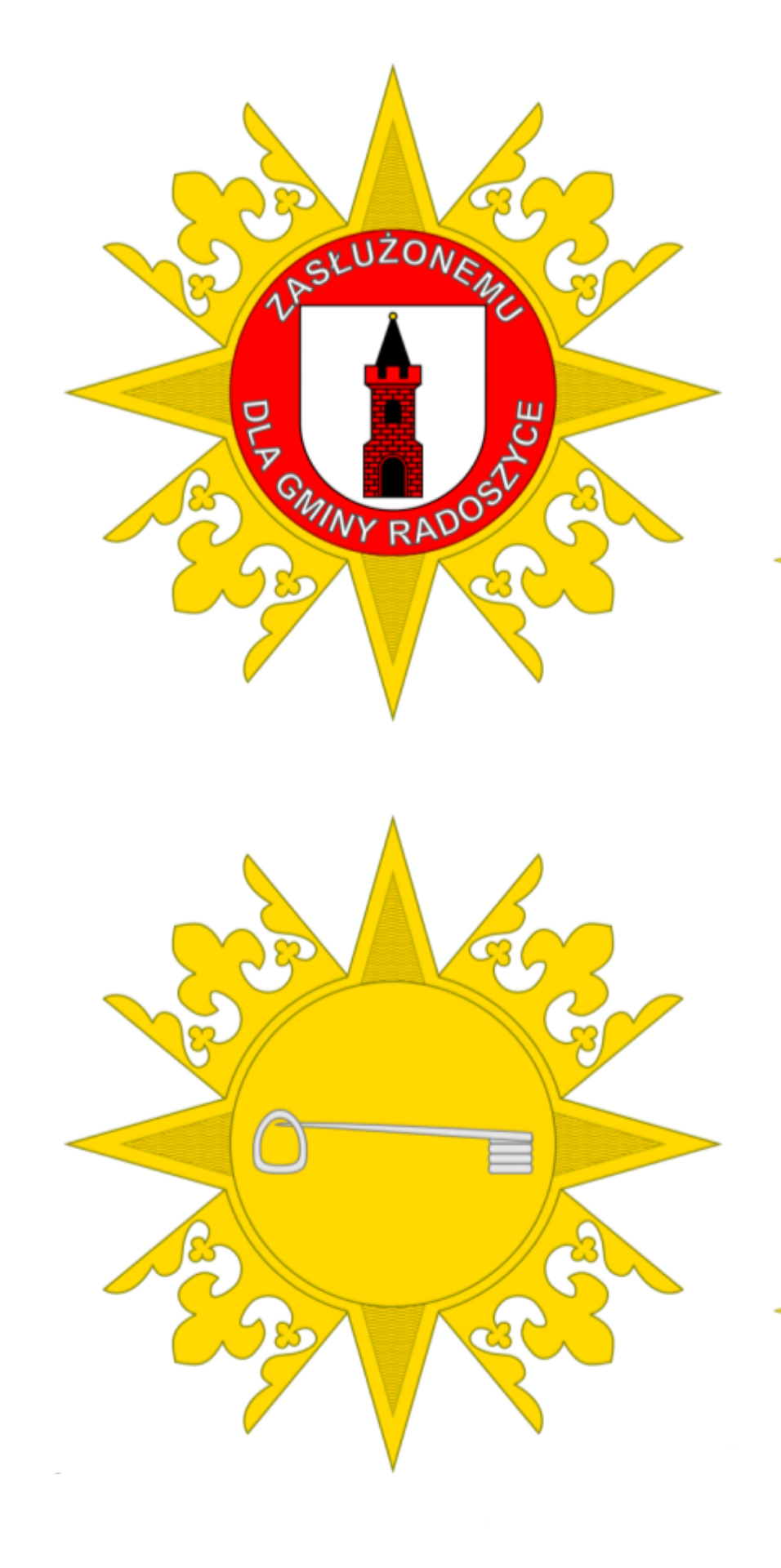
Cztery korony króla Kazimierza Wielkiego tworzące krzyż skośny Odznaki Honorowej za Zasługi dla Gminy Radoszyce (wzór rysunkowy awersu i rewersu odznaki).

Korona hełmowa Kazimierza III Wielkiego, korona sandomierska – królewska korona podróżna, zwieńczenie hełmu królewskiego przypisywane Kazimierzowi III Wielkiemu. 
Jest to jedyna zachowana w całości polska średniowieczna korona podróżna i jedna z trzech zachowanych w Europie koron hełmowych. Wykonana jest ze stopu miedzi i srebra, ozdobiona imitacjami kamieni szlachetnych: szmaragdów i szafirów oraz kamieni ozdobnych - kryształów górskich. Składa się z czterech fragmentów zwieńczonych liliami. Pierwotnie osadzona była na żelaznym hełmie, który jednak uległ znacznemu skorodowaniu i obecnie nie stanowi wraz z koroną całości.
Insygnium to zostało przypadkowo znalezione w kwietniu 1910 roku podczas prac porządkowych na terenie Wyższego Seminarium Duchownego w Sandomierzu, stąd w literaturze można znaleźć jej opis pod nazwą korony sandomierskiej. W 1911 roku ksiądz Paweł Kubicki potajemnie przewiózł ją do Krakowa i przekazał do skarbca katedralnego na Wawelu. Skarb ten został uznany za sensację archeologiczną stulecia i rozpętał spór na temat autentyczności znaleziska oraz jego symbolicznego znaczenia dla odradzającego się ruchu niepodległościowego na ziemiach polskich. 
Po zakończeniu I wojny światowej i odzyskaniu przez Polskę niepodległości wątpliwości pochodzenia przedmiotu wyjaśnił prof. Marian Morelowski, który po przeprowadzonych przez siebie badaniach doszedł do wniosków obecnie przyjmowanych za najbardziej prawdopodobne.
Według niego przedmiot znaleziony w Sandomierzu był koroną, którą na krótko przed swoją śmiercią Kazimierz III Wielki złożył jako wotum do kolegiaty sandomierskiej – podobnie jak to miało miejsce w przypadku hermy św. Zygmunta, ufundowanej przez króla dla katedry płockiej. Morelowski nie zdołał jednak wyjaśnić, kto i kiedy ukrył koronę i dlaczego nie ma o niej wzmianek w inwentarzach kościelnych. Przedmiot ten nie został nigdy poddany wnikliwym badaniom laboratoryjnym oraz brakuje o nim wzmianek historycznych, dlatego do dziś pozostaje zagadką polskiej historii.     
Obecnie korona przechowywana jest w Muzeum Katedralnym w Krakowie, jej kopia natomiast znajduje się w Muzeum Zamkowym w Sandomierzu.

## Literatura
- Jerzy Lileyko. Regalia Polskie. Warszawa 1987. ISBN 83-03-02021-8
- Michał Rożek. Polskie koronacje i korony. Kraków 1987. ISBN 83-03-01914-7